# Filippo Mazzola

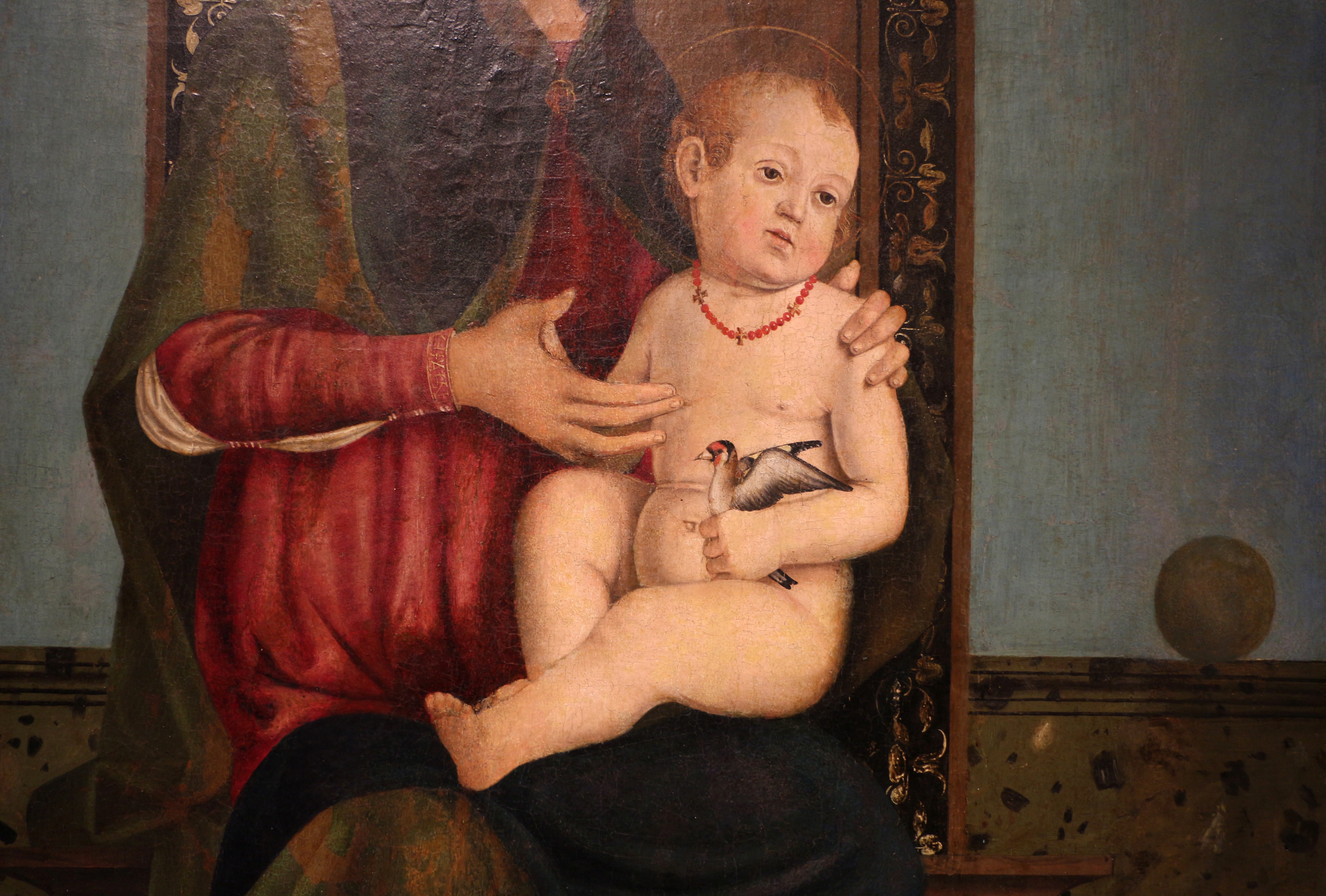
Filippo Mazzola, detalj av Madonnan och Barnet med helgon.

Filippo Mazzola, född 1460 i Parma, död där 1505, var en italiensk målare. Han var far till Parmegianino.
Mazzola har i Parmas museum efterlämnat en Madonna (1491) och i Neapel en Gravläggning (1500). Även i Berlin finns en Madonna av Mazzola.